# Sanne Hans
Roos-Anne (Sanne) Hans (Dedemsvaart, 22 september 1984) is een Nederlandse singer-songwriter die zichzelf begeleidt op gitaar. Sanne Hans is de zangeres van de band Miss Montreal, maar ze wordt als soloartiest ook wel Miss Montreal genoemd. Hoewel zij bij het spreken stottert, heeft ze hier tijdens het zingen geen last van.

## Biografie
Sanne Hans maakte als beginnend artiest deel uit van de formatie Ysis. Hierin nam zij de zang voor haar rekening en speelde ze gitaar, naast Inge van Calkar (gitaar en zang) en Ilse Gerritsen (cello).
Ze vormde een duo met Bertolf, die eerst in de band van Ilse DeLange speelde en vervolgens solo ging. Samen namen ze een duet op dat op de eerste cd van Hans staat, met als titel Won't you let me have my way with you.
In 2008 vormde Hans de band Miss Montreal. Hun eerste single Just a Flirt, werd meteen een hit. Het debuutalbum Miss Montreal verscheen op 15 mei 2009.
Ook maakte ze samen met de zanger Nielson in 2012 het liedje Hoe, waarmee ze verschillende prijzen won, waaronder haar eerste gouden plaat. Dit nummer bracht ze uit onder de naam Miss Montreal.
Hans is de organisator van een eigen muziekfestival, genaamd Bierpop. In de zomer van 2019 kwam naar buiten dat dit festival (tijdelijk) is afgelast.
Ook heeft Hans verschillende theatertournees gehad. In 2013/2014 ging ze voor het eerst de theaters in met de show genaamd 'S-ss-sss-sanne' en deed hiermee ruim 20 theaters aan. In 2015 volgde de tweede tour onder de naam 'Onmeunig Sanne', waarbij meer dan 40 theaters uitverkocht waren. In 2017 ging ze opnieuw op tour door de theaters met de show 'Ssss.s... ach, laat ook maar'. In 2018 en 2019 ging Hans wederom op theatertour, dit maal met de titel FU-FU-FU-F*CK It!
Hans is sinds april 2021 onder de naam Miss Montreal onderdeel van de gelegenheidsformatie The Streamers, die tijdens de coronapandemie gratis livestream-concerten gaven. Nadat de coronaregels in grote lijnen los werden gelaten, kondigde de formatie ook concerten met publiek aan.

## Televisie
Nadat Hans was gestopt met Ysis en haar eigen muziekleven ging leiden, werd ze gevraagd voor een reclamespot. Hans was landelijk te zien in een tv-commercial van het Frico-smeerkaasmerk Slankie uit 2008, waarin ze "Gelukkig heb ik altijd nog een goed lijf" zingt over de beelden van verscheidene gênante situaties. Ze trad vervolgens op in De Wereld Draait Door en in het radioprogramma van Giel Beelen. Op TMF zong ze Dansen aan zee van BLØF in duet met hen.
In 2009 was Hans te zien in het programma Waar is de Mol? waarin ze samen met Johnny de Mol een reis door Amerika maakte.
Hans zong de intro van het kinderprogramma Huisje, Boompje, Beestje.
Hans zong ook een keer in het kinderprogramma Sesamstraat.
Vanaf 2012 t/m 2014 was Hans lid van de jury van het televisieprogramma De beste singer-songwriter van Nederland.
Vanaf seizoen 6 (2015) was Hans te zien op RTL 4 als coach in The voice of Holland. Op 16 februari 2018 maakte Hans bekend niet terug te keren als coach in seizoen 9 (2018), omdat ze zich ging focussen op andere projecten met haar band. Hans is in seizoen 9 (2020) van The Voice Kids weer teruggekeerd als coach.
In 2020 was Hans te zien in het televisieprogramma Beste Zangers, waar ze onder andere het liedje Door de wind (origineel van Stef Bos) zong. Met dit nummer behaalde ze noteringen in diverse hitlijsten, waaronder de 3e plek in de Nederlandse Top 40 en de 6e plek in de Single Top 100. Tevens kwam ze met dit nummer nieuw binnen op de 29e plek van de NPO Radio 2 Top 2000 van 2020. Hiermee was ze de hoogst genoteerde vrouw in de lijst. De nummers zijn genoteerd onder de naam van haar band.
In het voorjaar van 2023 was Hans te zien als jurylid in het SBS6-programma Ministars.

## Prijzen
- Op 3 april 2012 ontving ze in de Coen en Sander Show de Schaal van Rigter voor het nummer Wish I could, dat in 2011 het meeste is gedraaid op 3FM.
- In 2014 en 2016 won Hans een 3FM Award voor beste zangeres.
- Met het nummer Hoe, samen met Nielson, werden meerdere prijzen gewonnen.